# Стоянов Едуард Миколайович
Едуард Миколайович Стоянов (нар. 29 червня 1972, с. Зоря, Саратський район, Одеська область, УРСР) — радянський та український футболіст, універсал. Більшу частину кар'єри провів в одеських клубах.

## Кар'єра гравця
Народився в селі Зоря Саратського району Одеської області. Коли Едуарду виповнився 1 рік його батька перевели по роботі до Красного Луча, з ним виїхала й вся родина. Футболом почав займатися в одній з місцевих секцій. У 1986 році вступив до Луганського спортінтернату, де займався під керівництвом Владислава Глухарьова. У 1990 році, ще під час навчання у випускному класі спортінтернату, на запрошення Віктора Носова потрапив до команди майстрів «Зоря» (Луганськ). Команда виступала в Другій лізі чемпіонату СРСР, де Стоянов зіграв 13 матчів, а також виходив на поле в 1-му поєдинку кубку СРСР. У 1991 році зіграв 7 матчів у Другій нижчій лізі за сєвєродонецький «Хімік».
На початку липня 1991 року для проходження військової служби перейшов до одеського СКА, яке виступало в Другій лізі СРСР. В останньому розіграші третього за силою чемпіонату СРСР встиг зіграти 9 матчів. Після розпаду Радянського Союзу залишився в складі «армійців», але команда змінила назву на СК «Одеса». У складі одеситів у кубку України дебютував 16 лютого 1992 року в переможному (5:4, серія післяматчевих пенальті) поєдинку 1/32 фіналу проти миколаївського «Евіса». Едуард вийшов на поле на 112-й хвилині, замінивши Володимира Мусолітіна. У Вищій лізі України дебютував 7 березня 1992 року в програному (0:1) домашньому поєдинку 1-го туру підгрупи 2 проти охтирського «Нафтовика». Стоянов вийшов на поле в стартовому складі та відіграв увесь матч. У першому розіграші незалежного чемпіонату України зіграв 18 матчів, ще 2 поєдинки провів у першому розіграші кубку України. В наступному сезоні 1992/93 років грав за СК «Одесу» виключно в національному кубку (3 поєдинки). Влітку 1992 року перейшов до столичного ЦСК ВСУ. У футболці київського клубу дебютував 20 серпня 1992 року в переможному (2:1) домашньому поєдинку 2-го туру Другої ліги України проти армянського «Титану». Едуард вийшов на поле в стартовому складі, а на 46-й хвилині його замінив Олександр Марек. Першим голом у професіональній кар'єрі відзначився 3 квітня 1993 року на 16-й хвилині програного (3:4) домашнього поєдинку 19-го туру Другої ліги проти севастопольської «Чайки». Стоянов вийшов на поле в стартовому складі, але вже на 34-й хвилині його замінив Олексій Ульяненко. У складі київських «армійців» зіграв 7 матчів та відзначився 1 голом. Також у сезоні 1992/93 років зіграв 4 матчі (2 голи) за миронівську «Ниву-Борисфен» у Перехідній лізі України.
На початку липня 1993 року на запрошення Віктора Колотова перейшов у «Бориспіль». На той час у команді виступали колишні динамівці Ерванд Сукіасян, Вальдемарас Мартінкенас, Ігор Панкратьєв, Михайло Джишкаріані, а також молоді динамівці Олександр Шовковський, Андрій Гусін та Сергій Федоров. У футболці бориспільського клубу дебютував 1 серпня 1993 року в переможному (1:0) домашньому поєдинку 1/64 фіналу кубку України проти житомирського «Хіміка». Едуард вийшов на поле в стартовому складі, а на 85-й хвилині його замінив Михайло Безручко. У Другій лізі України дебютував за «Бориспіль» 2 вересня 1993 року в переможному (3:1) домашньому поєдинку 3-го туру проти маріупольського «Азовця». Едуард вийшов на поле в стартовому складі, але вже на 17-й хвилині його замінив Дмитро Семчук. На полі з'являвся нерегулярно, до того ж отримав травму зв'язок. Знаходився поза грою півтора сезони. Лікування та реабілітацію проходив в Одесі. Спочатку тренувався зі СК «Одеса», а згодом і грав за команду в Першій лізі України (14 матчів, 5 голів). Потім повернувся в «Борисфен», але Михайло Фоменко не знайшов для універсала місця в своїй команді.
Повернувся в Одесу, де один сезон відіграв в аматорському одеському колективі «Лотто-GCM». Наступного сезону вже під назвою СКА-Лотто (Одеса) команда заявилася для участі в Другій лізі України. У першій частині сезону 1997/98 років відзначився 11-ма голами в 14-ти матчах третього дивізіону чемпіонату України. Під час зимової перерви в чемпіонаті начальник команди «Чорноморець» (Одеса) Володимир Плоскіна запросив Едуарда до складу «моряків». У футболці «Чорномрця» дебютував 22 березня 1998 року в нічийному (0:0) домашньому поєдинку 17-го туру Вищої ліги України проти франківського «Прикарпаття». Стоянов вийшов на поле на 57-й хвилині, замінивши Віктора Мглинця. До кінця сезону зіграв лише в 2-ох матчах одеситів у Вищій лізі. Сезон 1998/99 років розпочав в СК «Одеса», зіграв за «спортклубівців» в одному матчі Другої ліги, після чого повернувся до «Чорноморця». Проте й у складі першої команди «моряків» майже не грав (7 матчів, 1 гол). У першій частині сезону 1999/2000 років виступав за «Чорноморець-2», у складі якого провів 10 поєдинків у Першій лізі України.
У липні 2000 року на запрошення Олега Блохіна перебрався до «Іонікоса». У футболці нового клубу дебютував 1 жовтня 2000 року в нічийному (3:3) виїзному поєдинку 3-го туру Альфа Етніки проти «Олімпіакоса». Стоянов вийшов на поле в стартовому складі, а на 51-й хвилині його замінив Даріо Мучотріго. В еліті грецького футболу зіграв 6 матчів. 3 січня 2001 року під час матчу національного чемпіонату з «Панатінаїкосом» гравцеві стало зле, гравець потрапив де реанімації, де місцеві лікарі повідомили йому, що в нього стався серцевий напад та порадили завершити кар'єру гравця. В лікарні представник «Іонікоса» маніпулятивним шляхом отримав від Едуарда підпис під документом, за яким він до клубу не має жодних претензій та добровільно відмовляється від будь-яких фінансових претензій щодо клубу.

## Особисте життя
Після завершення кар'єри гравця зробив невдалу спробу зайнятися бізнесом. Розлучився з дружиною. Навчався в медичному коледжі на фізіотерапевта. У грудні 2010 року одружився з Іриною, гречанкою зі Ставрополя. У пари народилася донька Костянтина. 
Спочатку працював особистим фізіотерапевтом Олексія Учителя. Згодом знявся в епізодичній ролі козака в його фільмі «Матильда». По завершення зйомок переїхав до Москви. Встиг попрацювати дитячим футбольним тренером у Сен-тропе.